# Meteor (Schiff, 1924)
Die Meteor war ein ursprünglich unter dem Amtsentwurf 1913 als Kanonenboot für die deutsche Kaiserliche Marine gebautes, aber als solches nicht fertiggestelltes Schiff, das nach Umbau 1923/24 in den Zwischenkriegsjahren als Forschungsschiff der deutschen Reichsmarine bekannt wurde. Nach 1945 wurde es an die Sowjetische Marine ausgeliefert und fuhr dort als Ekwator bis in die 1960er Jahre ebenfalls als Forschungs- und Vermessungsschiff.

## Bau und Umbau

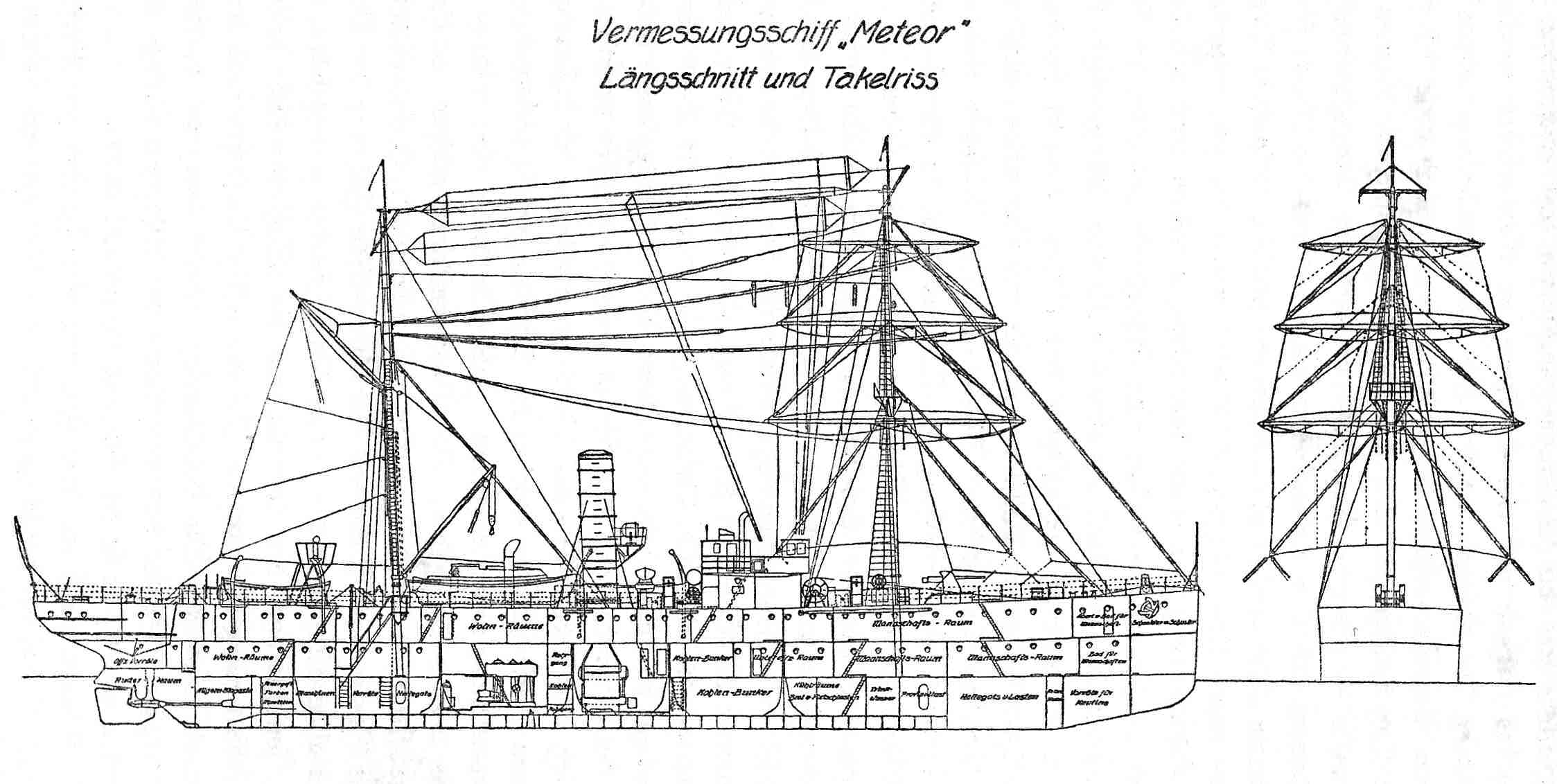
Die Meteor nach dem Umbau von 1924

Das Schiff wurde am 26. Februar 1914 auf der Kaiserlichen Werft in Danzig unter der Haushaltsbezeichnung Kanonenboot C auf Kiel gelegt. Der Stapellauf fand am 18. Januar 1915 statt, aber wegen der veränderten Lage im wenige Monate zuvor ausgebrochenen Weltkrieg unterblieb die Fertigstellung.
Erst nach Kriegsende begann der Aus- und Umbau zum Vermessungsschiff auf der Reichsmarinewerft in Wilhelmshaven, und das Schiff wurde am 15. November 1924 für die Reichsmarine in Dienst gestellt. Es verfügte neben einer geänderten Maschinenanlage (nur noch zwei Wasserrohrkessel) über eine Hilfsbesegelung mit Rah-Takelung und hatte eine militärische Besatzung von 124 Mann.
Das Schiff war 67 m lang und 10,2 m breit, hatte 3,4 m Tiefgang und verdrängte 1200 Tonnen. Seine Höchstgeschwindigkeit betrug 11,5 kn. Die Bewaffnung bestand ab 1930 aus einer 8,8-cm- und zwei 2-cm-Flugabwehrkanonen. Auf dem Vermessungs- und Forschungsschiff gab es Arbeitsmöglichkeiten für elf Wissenschaftler, z. B. in Laboratorien.

## Forschungsfahrten
Das Schiff bereiste vom 16. April 1925 bis zum 2. Juni 1927 den Atlantik und wurde bekannt für die im Rahmen der „Deutschen Atlantischen Expedition“ durchgeführte Vermessung des Atlantischen Ozeans, bei der 13 Lotprofile zwischen Afrika und Südamerika mit 67.000 Echolotungen angelegt wurden. Die Gesamtfahrtstrecke für die Vermessung betrug 67.535 Seemeilen, was mehr als dem dreifachen Erdumfang entspricht. Die Leitung hatte bis zu seinem Tod am 9. März 1926 Alfred Merz, danach Fritz Spieß.
Die Meteor ist Namensgeber für die am 18. Februar 1926 auf 48° 16′ S, 8° 16′ O entdeckte geringste Tiefe von nur 560 m („Meteor-Bank“) sowie der tiefsten Stelle im Süd-Atlantik am Rande der Südlichen Sandwichinseln (Meteortief). Darüber hinaus ist das Kap Meteor im Osten der subantarktischen Bouvetinsel nach dem Schiff benannt.
In den folgenden Jahren folgten Expeditionen nach Grönland, Island und in den Nordatlantik, bei denen u. a. auch Seevermessungen durchgeführt wurden. Von September 1927 bis September 1931 war der Korvettenkapitän Waldemar Bender, welcher bereits ab 1924 auf dem Schiff gedient hatte, Kommandant des Schiffes. Im Zeitraum 1934–1936 wurden mit neuester Echolotanlage der Firma Atlas aus Bremen erneut Forschungsfahrten im Nordatlantik durchgeführt. Außerhalb dieser Einsätze unterstand die Meteor als Flottentender dem Befehlshaber der Linienschiffe. 1934 wurde auf der Deutschen Werft in Kiel die Maschinenanlage geändert: Statt der Dampfmaschinen kamen nun zwei MAN-8-Zylinder-Viertakt-Dieselmotoren von jeweils 1.100 PS für eine maximale Geschwindigkeit von 14,5 kn zum Einsatz.

## Zweiter Weltkrieg

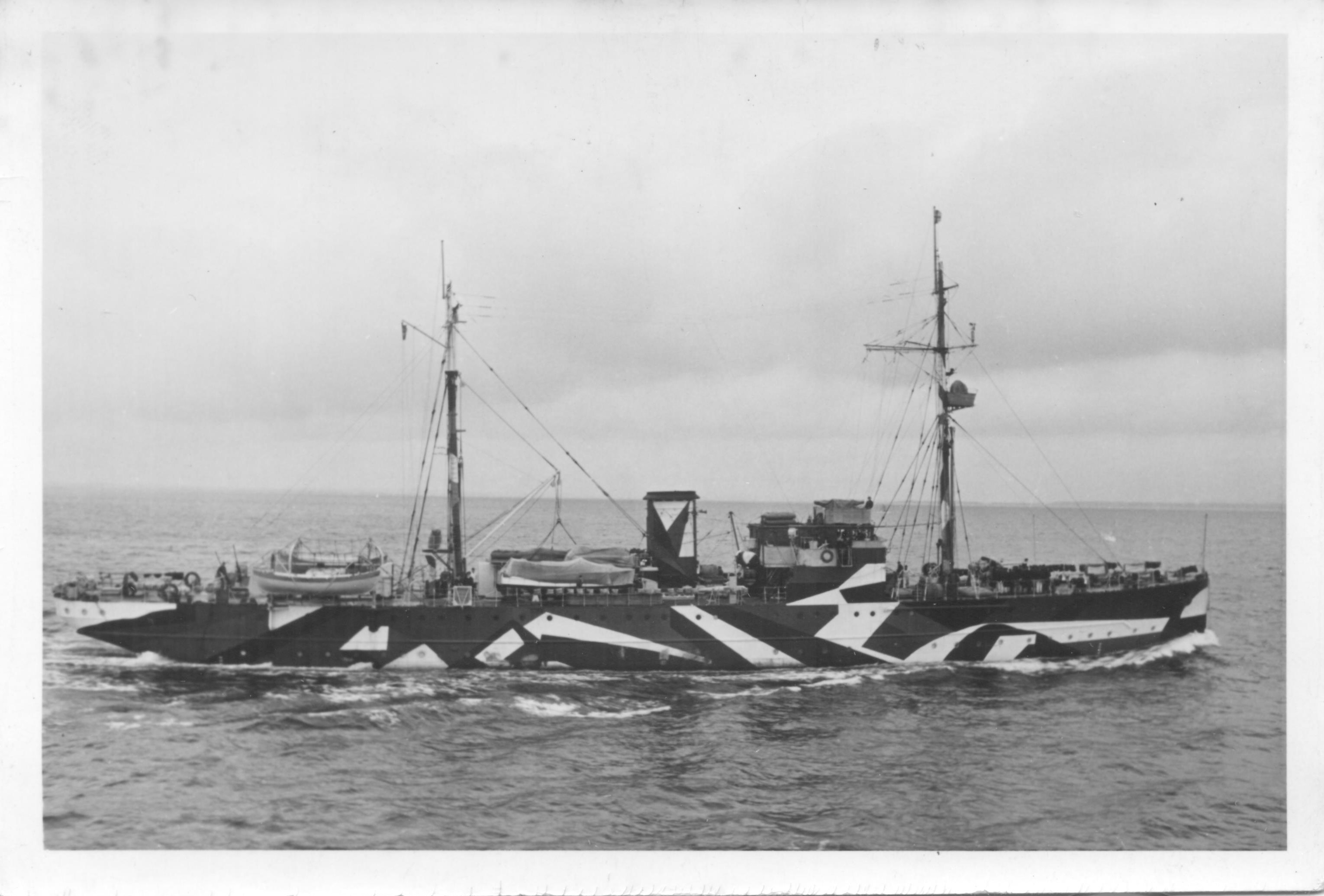
Die Meteor 1941

Am 8. September 1939 wurde das Schiff in Wilhelmshaven außer Dienst gestellt, und die Besatzung wurde auf andere Schiffe verteilt. Nach entsprechendem Umbau wurde es am 2. April 1940 wieder in Dienst gestellt und in Aarhus (Dänemark) unter dem Befehlshaber der Seestreitkräfte Ostsee als Tender und Kommandoschiff stationiert. Von Januar 1943 bis März 1944 diente die Meteor in Nord-Norwegen. Ab April 1944 war sie Tender und Begleitschiff beim Kommando der Kleinkampfverbände (Vizeadmiral Hellmuth Heye) in der Neustädter Bucht, in Eckernförde und zuletzt in Kiel.

## Nachkriegszeit

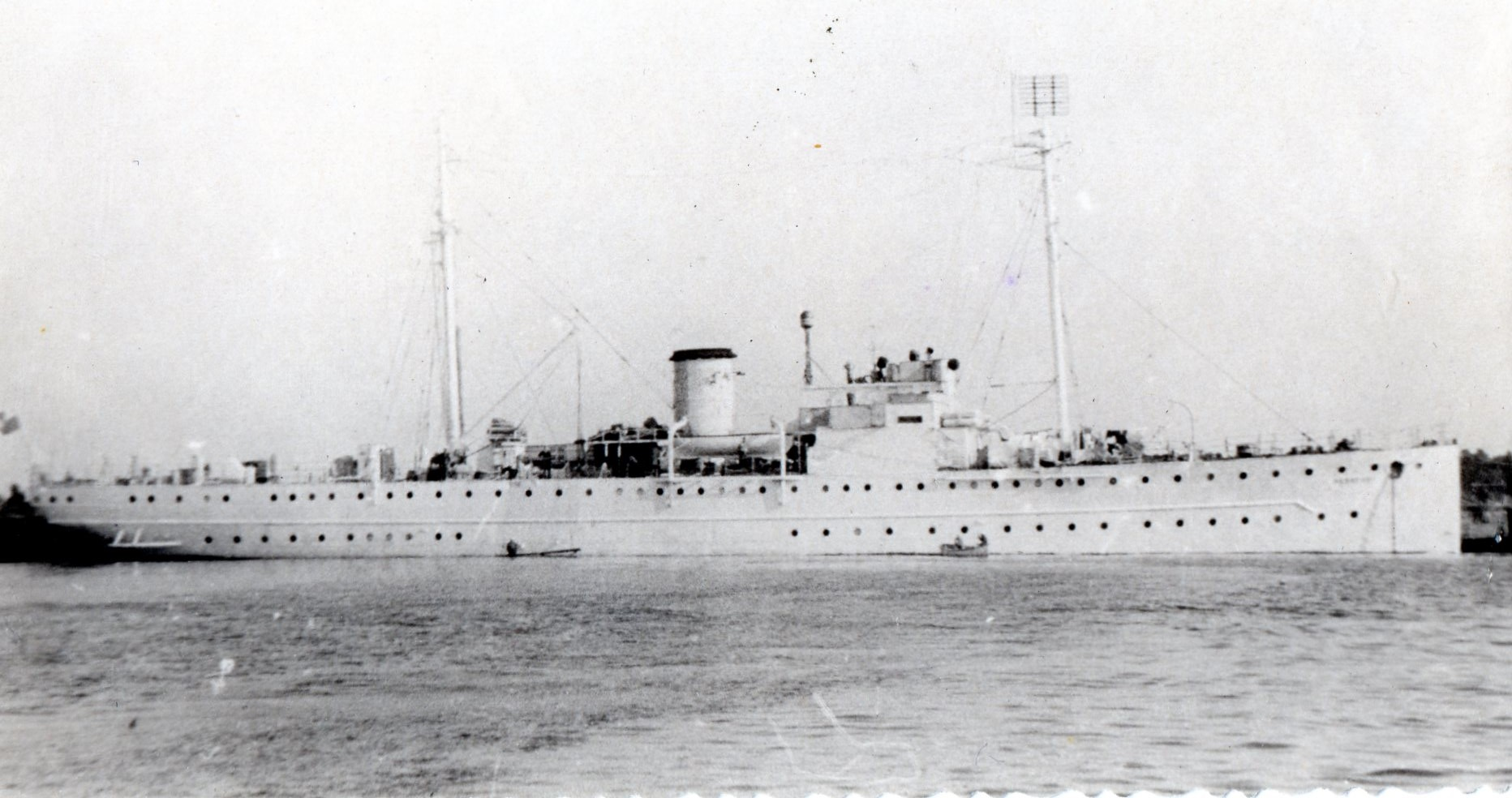
Die Ekvator 1949

Nach Kriegsende wurde die Meteor im November 1945 in Kiel als Kriegsbeute an die Sowjetunion übergeben, die jedoch wenig Interesse an dem Schiff hatte und es daher am 17. Juni 1946 in Travemünde an das Deutsche Hydrographische Institut zurückgab. Die Meteor wurde wieder zur Durchführung von Vermessungsaufgaben in der Ost- und Nordsee ausgerüstet, und fünf sowjetische Offiziere kamen als Beobachter an Bord. Aber schon im November 1946 befahl der Alliierte Kontrollrat die erneute Auslieferung des Schiffes an die Sowjetunion.  Die sowjetische Marine übernahm das Schiff unter dem Namen Ekwator. Es führte in der Folge bis 1964 Vermessungs- und Forschungsaufgaben durch, diente bis 1975 noch als schwimmende Kaserne PKS 34 (ПКЗ 34) und wurde schließlich im Folgejahr in Kaliningrad abgewrackt.